# Rio Pinheiros
O rio Pinheiros é um curso de água que banha a cidade de São Paulo, no estado de São Paulo, no Brasil. Nasce do encontro do rio Guarapiranga com o rio Jurubatuba e deságua no rio Tietê.
No passado, os rios Grande, Jurubatuba e Pinheiros formavam um único rio, com nascentes situadas na serra do Mar e com a foz no rio Tietê. A construção do barramento que deu origem à represa Billings, na década de 1920, criou uma ruptura em seu curso natural, que descaracterizou a noção de continuidade desses corpos hídricos.
Na cidade de São Paulo, é margeado pela via expressa Professor Simão Faiguenboim (Marginal Pinheiros), um dos principais eixos viários da cidade.

## Nome
Nos tempos coloniais, o rio Pinheiros foi chamado de Jurubatuba, que, em língua tupi, significa "lugar com muitas palmeiras jerivás", pela junção dos termos jeri'wa ("jerivá") e tyba ("ajuntamento").
Passou a ser chamado de rio Pinheiros pelos jesuítas, em 1560, quando eles criaram um aldeamento indígena de nome Pinheiros. Foi chamado assim por causa da grande quantidade de araucárias (ou pinheiros-do-brasil) que cobriam a região. O principal caminho que dava acesso à aldeia era o Caminho de Pinheiros, que hoje é a Rua da Consolação.

## Geografia

### Bacia hidrográfica

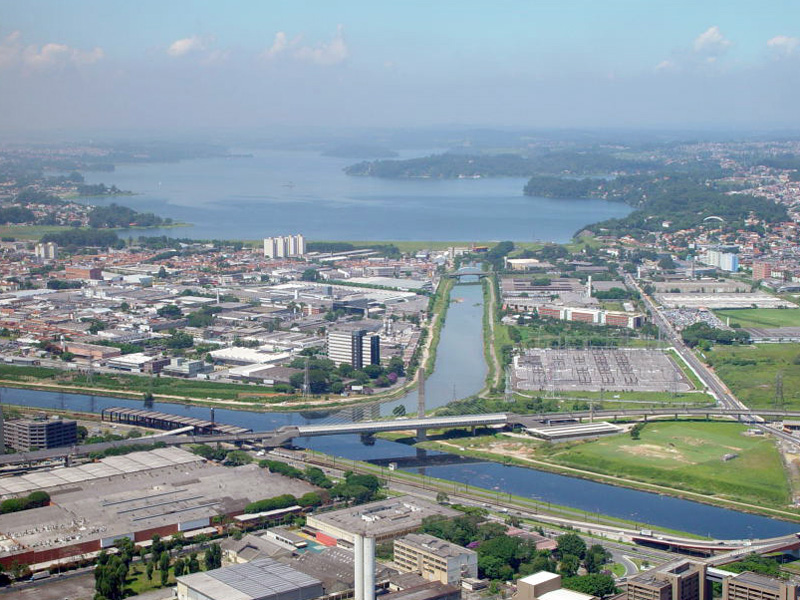
Formação do Pinheiros, à direita, no encontro do rio Jurubatuba à esquerda, com o rio Guarapiranga no centro.

O rio Pinheiros recebe os seguintes afluentes: ribeirão Jaguaré, rio Pirajuçara, córrego Poá, córrego Belini, córrego Corujas, córrego Verde, córrego Iguatemi, córrego Sapateiro, córrego Uberaba, córrego Traição, córrego Água Espraiada (Jabaquara), ribeirão Morro do S, córrego Ponte Baixa, córrego Zavuvus e Córrego Olaria. As nascentes destes córregos estão parte em São Paulo, parte no município de Taboão da Serra e parte no município de Embu das Artes. A maior parte das pessoas tem total desconhecimento sobre eles porque estão quase totalmente canalizados e cobertos por ruas.

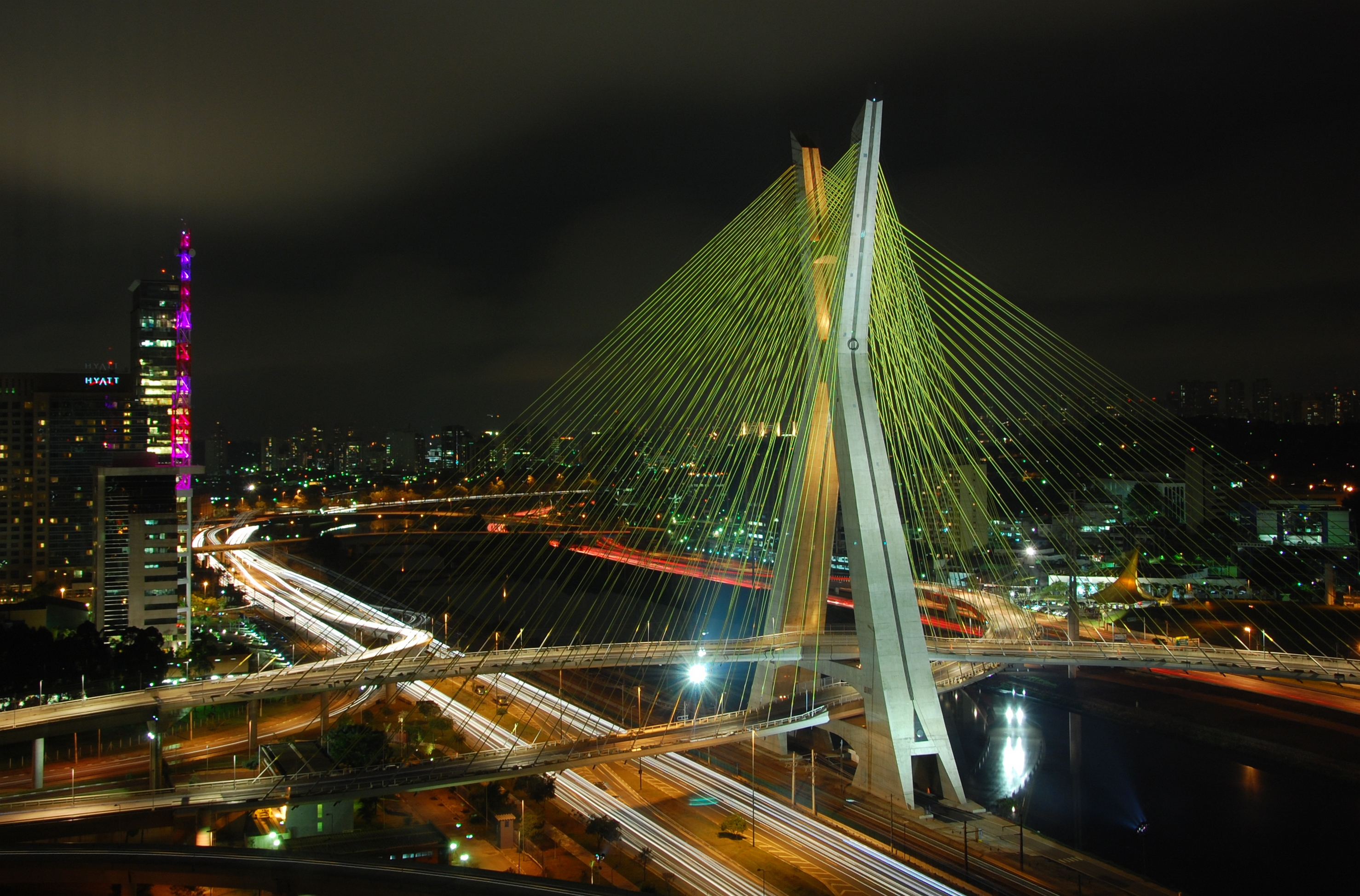
Ponte Octavio Frias de Oliveira e a Marginal Pinheiros.

Existem exceções, tais como o córrego Água Espraiada, em grande a parte a céu aberto. Parte do córrego encontra-se no canteiro central da Avenida Jornalista Roberto Marinho, embaixo, portanto, do local onde será construído o monotrilho da Linha 17 do Metrô de São Paulo. Outra parte do córrego encontra-se cercada de favelas, onde em 2010 viviam cerca de 8 556 pessoas. A construção de um parque linear ao redor do córrego está incluída na Operação urbana Água Espraiada (através de uma modificação no projeto feita em 2009 pelo então prefeito Gilberto Kassab), o que exigiria a desapropriação destas favelas.
Outra exceção é o córrego das Corujas, que tem um pequeno trecho a céu aberto, localizado na Praça Dolores Ibarrury, entre a Vila Madalena e a Vila Beatriz.

### Ocupação humana

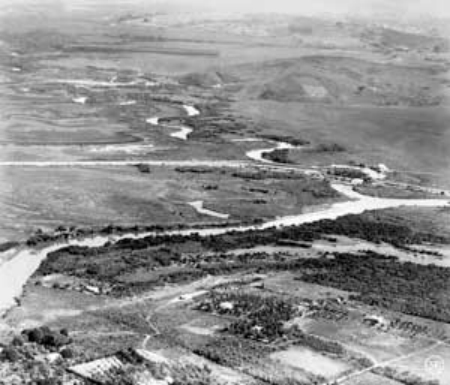
Confluência do rio Pinheiros com o rio Tietê, por volta de 1929.
Autor anônimo

Aos poucos, com a construção de pontes que permitiam a sua travessia, as margens do rio foram sendo ocupadas. O bandeirante Fernão Dias tornou-se proprietário de terras na margem direita do rio Pinheiros. Na margem direita do rio, havia o Forte Emboaçava, para proteger a vila de São Paulo de Piratininga dos ataques indígenas, que, à época, eram constantes. No início do século XX, a paisagem em torno do rio começou a transformar-se em função das novas levas de imigrantes, principalmente italianos e japoneses, que vieram se instalar às margens do rio.
A partir de 1926, quando o rio ainda abrigava em suas margens clubes esportivos, com provas de travessia a nado e regatas náuticas, estações elevatórias geravam energia barata em abundância, capaz de prover a industrialização do Estado. A partir de 1928, foram iniciadas as obras de retificação do rio Pinheiros, que se estenderiam até os anos 1950. O objetivo destas obras era acabar com as inundações, canalizar as águas e direcioná-las para a Represa Billings, invertendo o sentido do rio, com a Usina Elevatória de Traição. Com isso, foram criadas condições para a instalação da Usina Hidrelétrica Henry Borden, em Cubatão, que recebia água do rio Tietê pelo rio Pinheiros e pela Billings, aproveitando o grande desnível da serra do Mar, de mais de setecentos metros, para gerar energia elétrica. O rio Pinheiros pode ser encaminhado no sentido mais conveniente, bastando desligar o bombeamento da Usina de Traição e abrir uma barragem a jusante no Rio Tietê para ele voltar a correr no curso natural.
Em 1957, na margem leste do rio, foi inaugurado o ramal de Jurubatuba da Estrada de Ferro Sorocabana, que hoje é a Linha 9 do Trem Metropolitano de São Paulo. Em 1970, nas duas margens do rio, foi inaugurada a Marginal Pinheiros (Via Professor Simão Faiguenboim), que, como via expressa de tráfego, efetivamente isolou o rio Pinheiros do convívio com a população, antes mesmo de suas águas estarem poluídas. Com tantas transformações, as margens do rio perderam as matas ciliares e a vegetação natural foi se extinguindo. Na pequena faixa de terra restante foram implantadas linhas de transmissão de energia, interceptores e emissários de esgotos, oleoduto, cabos de telecomunicações, galerias de águas pluviais e também estradas de serviço para as operações de desassoreamento. O rio Pinheiros passou a receber esgoto doméstico e resíduos industriais, o que acabou por comprometer a qualidade de suas águas e a sobrevivência da fauna local.
Em 1992, o bombeamento para a Billings foi proibido pela Resolução Conjunta SMA/SES 03/92, atualizada pela Resolução SEE-SMA-SRHSO-I de 13/03/96  para proteger o reservatório de poluição. Hoje, só é permitido o bombeamento para a Billings em eventos de chuva intensa, quando há perigo de enchente. A partir de 1998, seriam iniciados os trabalhos de recuperação do rio através de despoluição e recuperação das margens, que se estendem até hoje (ver #Problemas ambientais).

## Problemas ambientais

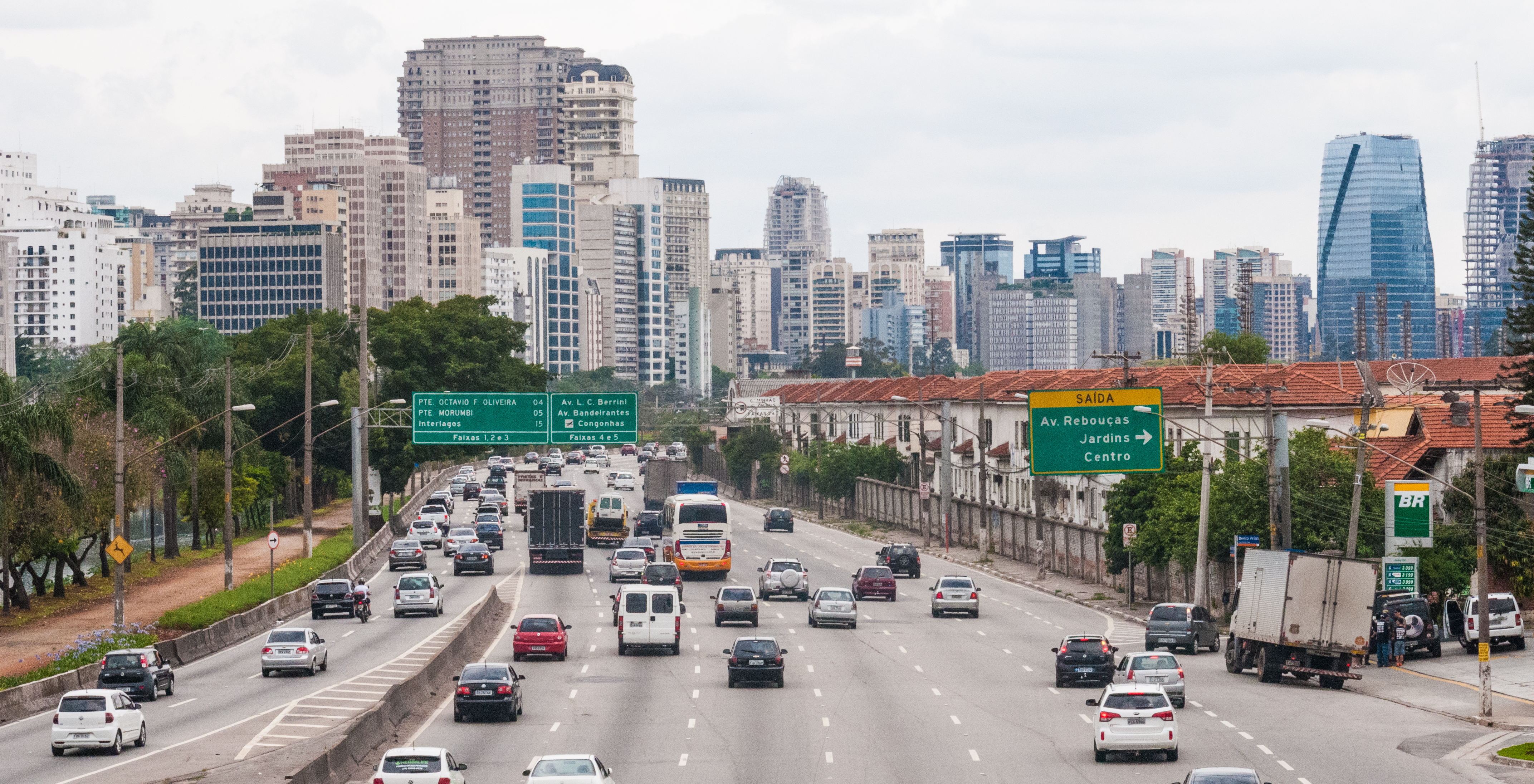
Marginal Pinheiros, via expressa que margeia o rio, próximo ao Jockey Club de São Paulo.

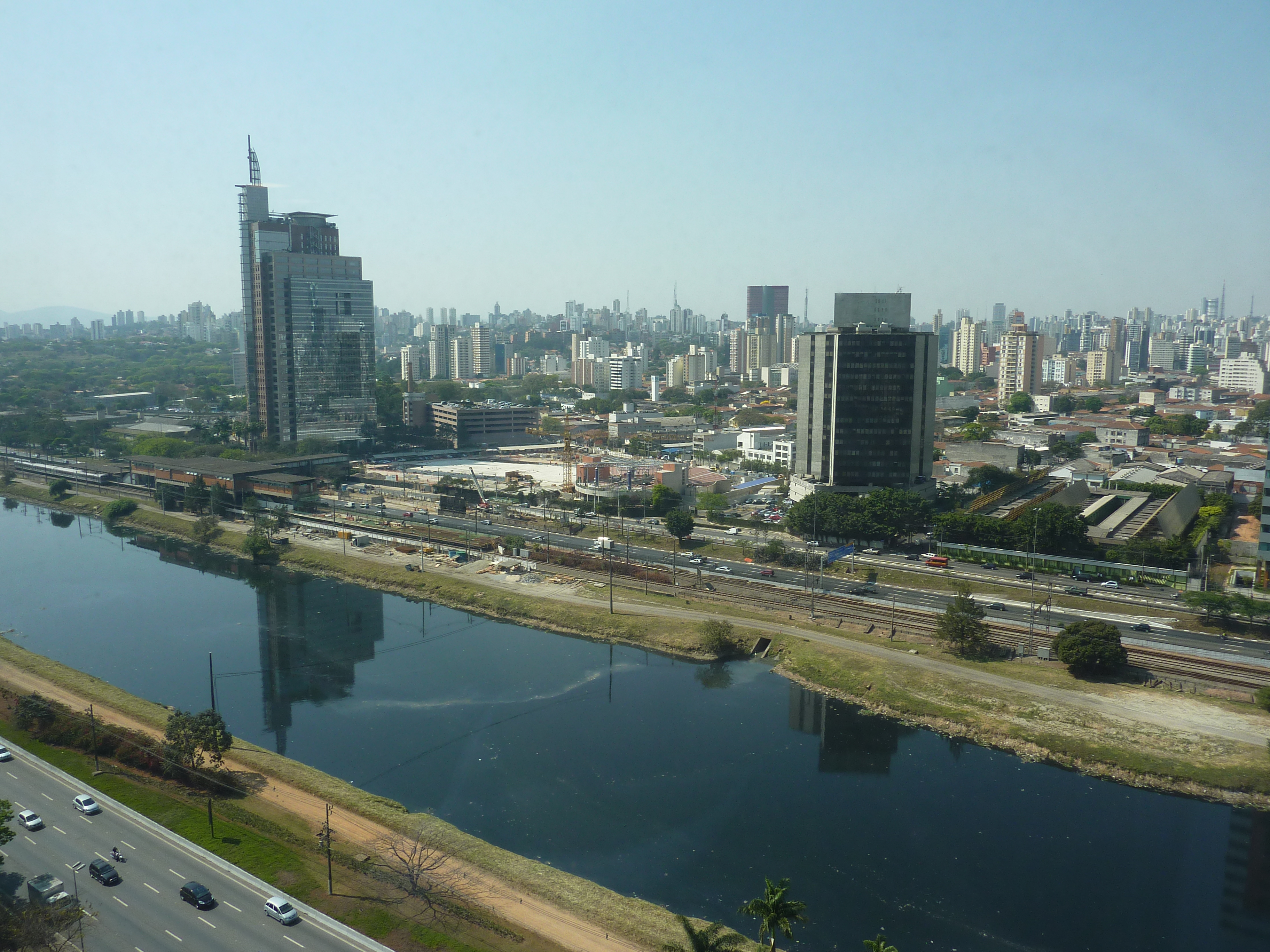
Poluição visível no rio em 2010.

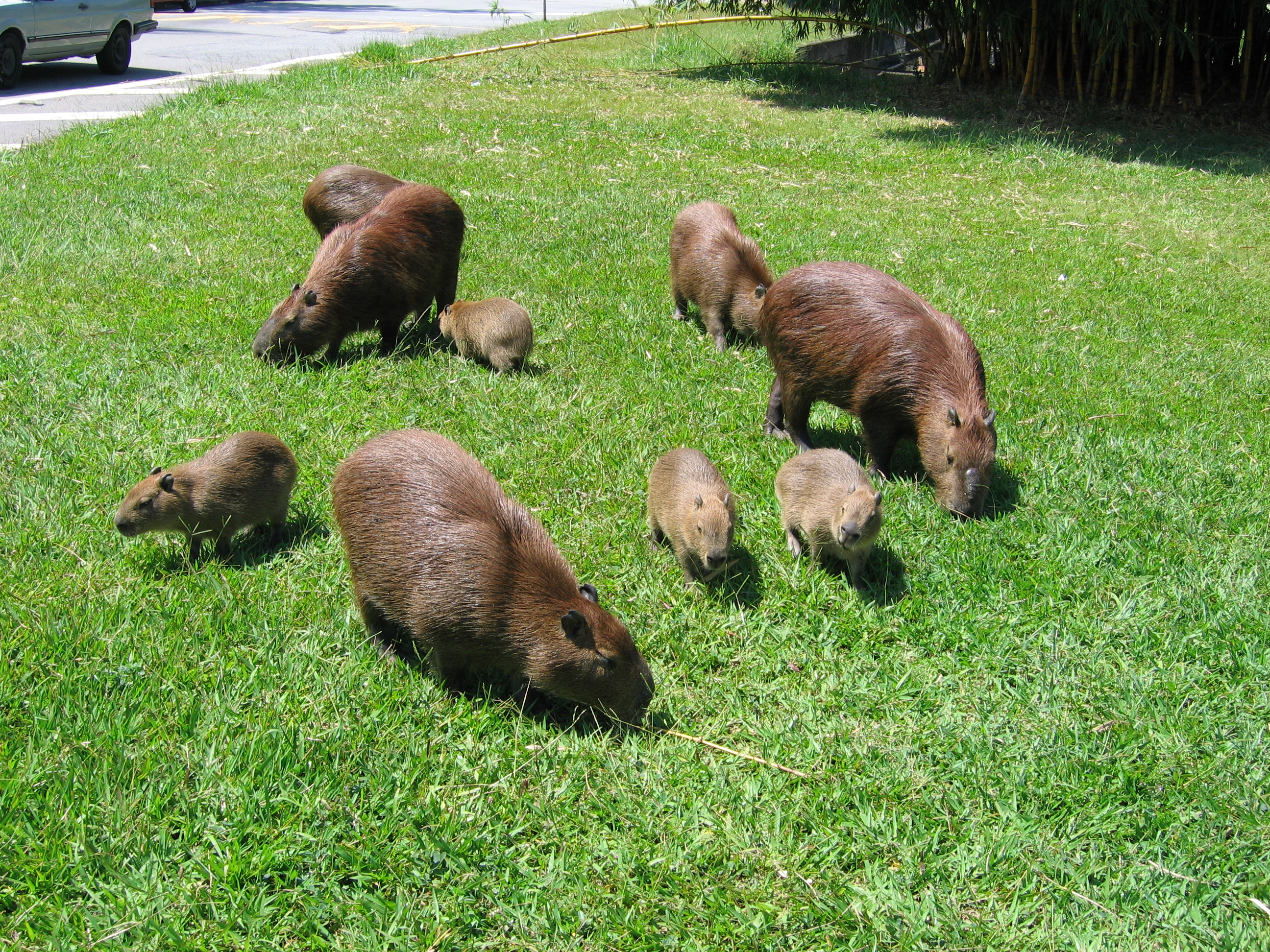
Capivaras na Universidade de São Paulo, próximo à Via Professor Simão Faiguenboim.

Segundo dados da Secretaria de Saneamento e Energia do Estado de São Paulo, o rio Pinheiros tem uma vazão reduzida, de apenas 10 mil litros por segundo (média anual), ao passo que o rio e sua bacia recebem 10,9 mil litros de esgoto (sendo, de acordo com a Sabesp, 82% do esgoto tratados). O grande volume de água aparente do rio se deve às represas presentes no mesmo, fazendo com que o rio Pinheiros seja na realidade uma série de lagoas, que transfere água lentamente ao rio Tietê. Isso torna a despoluição do rio complexa, lenta e onerosa, já que num corpo d'água corrente, a natureza oxigena o rio, degradando a matéria orgânica.

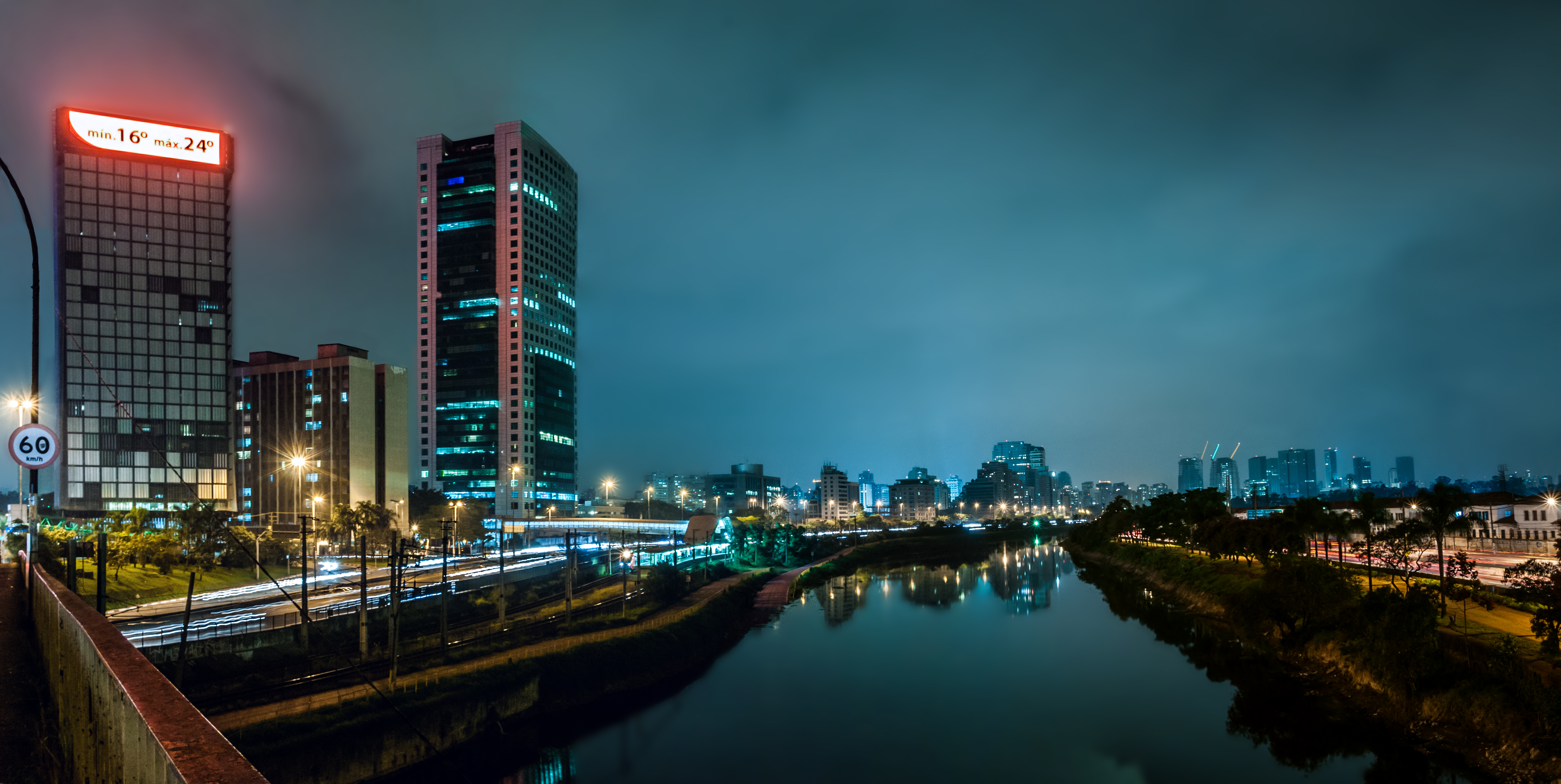
Rio Pinheiros à noite.

O rio Pinheiros e sua bacia eram alvo de 290 indústrias e dejetos de 400 mil famílias em 2011, sendo enquadrado, na época, na Classe nº 4 pelo Decreto Estadual nº 10.755/77, tendo como referência a classificação conceituada pelo Decreto Estadual nº 8.468/76. Isso significa que a água era totalmente poluída e só podia ser destinada à navegação e à harmonia paisagística. Em 2021, no andamento do projeto de revitalização do rio, o número de esgoto de imóveis caía direto na água despencou para cerca de 50 mil.
Um risco à saúde decorrente da poluição era a grande presença de mosquitos da espécie Culex quinquefasciatus em todo o curso do rio. À época, sugeria-se que a proliferação de mosquitos era causada pela escassez de peixes, predadores naturais da larva do mosquito. Em 2020, a Empresa Metropolitana de Águas e Energia inicou a aplicação de pulverizador com larvicida biológico no decorrer do rio.

### Projeto de despoluição através de flotação (2001-2011)
Em 1 de janeiro de 2001, o então governador Geraldo Alckmin anunciou um projeto de despoluição do rio, orçado em 100 milhões de dólares, e baseado na técnica de flotação. Uma das ideias da despoluição era permitir que a água do rio seja bombeada para a Represa Billings, utilizada no abastecimento de água. A justificativa apresentada pelo então secretário do Meio Ambiente, Ricardo Tripoli, para a escolha da técnica de flotação é que este sistema seria o mais eficiente, rápido e de menor custo, lembrando que o sistema vinha sido testado com sucesso em dois canais na praia da Enseada, no Guarujá, e nos lagos dos parques da Aclimação e Ibirapuera.
O projeto no entanto recebeu duras críticas, devido a tanto a questionabilidade da eficácia do método de flotação como à ideia de bombear água do Pinheiros, tratada usando este método, para a Represa Billings. Uma das críticas era que a flotação não remove metais pesados e poluentes orgânicos e inorgânicos na forma solúvel, e também poluentes organoclorados, bifenilas policloradas e hidrocarbonetos aromáticos policíclicos; substâncias estas preocupantes em relação à qualidade das águas para a saúde pública, posto que biocumulativas, cancerígenas e mutagênicas.
Em março de 2010, testes conduzidos pelo então governador José Serra mostraram que os resultados do processo de despoluição, embora indicavam certas melhoras, estavam aquém do esperado e não permitiriam o bombeamento da água do rio para a Billings. Segundo o promotor José Eduardo Ismael Lutti, "A qualidade da água obtida nos testes não atende os padrões legais e certamente virá a causar danos irreversíveis à Billings e, possivelmente, em consequência, à Guarapiranga, tanto sob o ponto de vista ambiental quanto no de saúde pública".
Após 10 anos e cerca de 160 milhões de reais gastos, em setembro de 2011, o governo do estado de São Paulo desistiu de plano de limpeza do rio Pinheiros baseado na técnica de flotação.

### Projeto Tietê (1998-atual)
Como afluente do rio Tietê, o rio Pinheiros é beneficiado pelo Projeto Tietê, que visa coletar o esgoto lançado nos rios e corrégos da bacia do Tietê. Em janeiro de 2000, a Sabesp inaugurou o Emissário Pinheiros-Leopoldina, uma tubulação com quase 3 metros de diâmetro e 7,5 quilômetros de extensão que recebe os esgotos de quase toda a bacia do rio Pinheiros para serem tratados na Estação de Barueri. A instalação é responsável pela coleta de 3 mil litros de esgotos por segundo.
Para a terceira fase do projeto (com previsão de término em 2015) está prevista, entre outras obras, a implantação do interceptor IPI-8, entre a Ponte Estaiada e o Parque Burle Marx, capaz de coletar 450 litros de esgoto por segundo, e a ampliação da estação de tratamento Barueri.
Uma das premissas da terceira fase é aumentar o parâmetro de oxigênio dissolvido (OD) da água (praticamente zero em toda extensão do rio em setembro de 2010), para até 2 mg/L em grande parte da extensão do rio, além de reduzir consideravelmente a emissão de odores. Considera-se que o valor mínimo de OD para a preservação da vida aquática, estabelecido pela Resolução CONAMA 357/05(2), é de 5,0 mg/L.
Após o fim da terceira fase do Projeto Tietê, a despoluição do rio e sua bacia deve continuar pelos anos subsequentes. Ao término do processo de despoluição, espera-se que o rio, em sua maior parte, seja um rio de Classe nº 3 (pelo Decreto Estadual nº 10.755/77, tendo como referência a classificação conceituada pelo Decreto Estadual nº 8.468/76), com parâmetro de oxigênio dissolvido (OD) entre 4 a 6 mg/L. Isto significa que o rio seria capaz de abrigar vida aquática e sua água poderia ser encaminhada para abastecimento com tratamento convencional, mas não seria ainda balneável.

### Projeto Pomar Urbano e Ciclovia Rio Pinheiros (1999-atual)

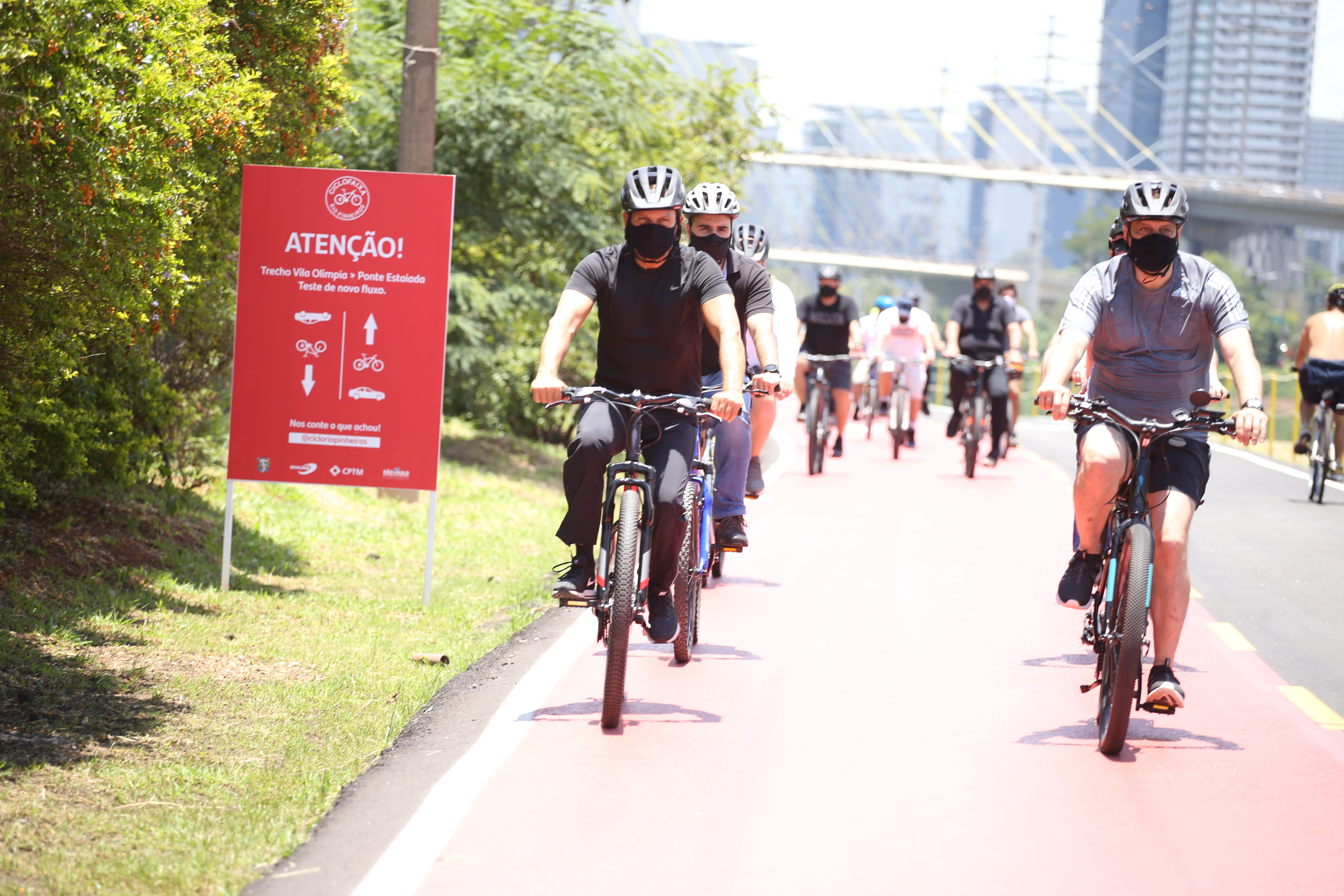
João Doria durante pedalada na Ciclovia do Rio Pinheiros em novembro de 2020.

Em 1999, o então Governador do Estado de São Paulo Mário Covas e o Secretário de Meio Ambiente Ricardo Tripoli lançaram o Projeto Pomar Urbano, em colaboração com técnicos de diversas áreas e parceiros da iniciativa privada. Seus objetivos eram devolver a vida às margens do rio, promover a educação ambiental e ainda promover junto à população o orgulho e o respeito pela cidade. Desde sua implantação, foram plantadas 300 mil mudas, das quais mais de mil são de Palmeira Jerivá, espécie nativa da região.
Em janeiro de 2010, foi inaugurada a Ciclovia Rio Pinheiros, na margem leste do rio, entre o rio e a Linha 9. Atualmente a ciclovia conta com 19 quilômetros de extensão, ocupando portanto a maior parte da margem leste do rio. Efetivamente, a ciclovia restaurou um pouco do convívio do rio com a população, que havia sido praticamente perdido com a construção das vias marginais.

### Projeto Novo Rio Pinheiros (2020-atual)

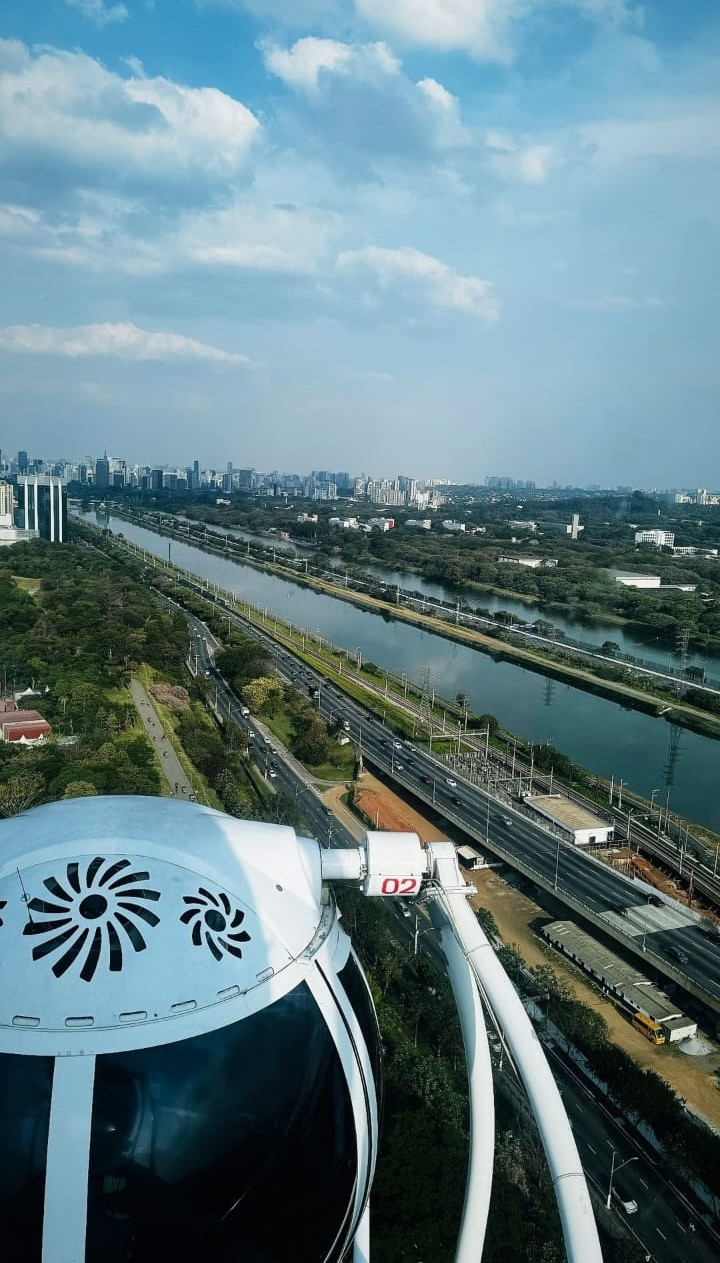
Vista da Marginal a partir da Roda Rico em 2024.

No início de seu governo, a administração de João Doria anunciou o Projeto Novo Rio Pinheiros, que pretende reduzir o esgoto lançado em afluentes, melhorar a qualidade das águas e revitalizar as margens do Rio Pinheiros. O projeto contará ainda com cinco unidades de recuperação da qualidade da água que vão retirar o esgoto diretamente dos córregos.
O programa estadual é coordenado pela Secretaria de Infraestrutura e Meio Ambiente, com a participação das empresas Companhia Ambiental do Estado de São Paulo (CETESB), Departamento de Águas e Energia Elétrica (DAEE), Empresa Metropolitana de Águas e Energia (EMAE) e Companhia de Saneamento Básico do Estado de São Paulo (SABESP), além da Prefeitura de São Paulo. Conta ainda com o apoio do Desenvolve SP. Paralelamente, a EMAE recebeu proposta de 280 milhões de reais para a concessão da Usina Elevatória de Traição, com ágio de 1 900 %, para restauração do complexo com implantação de áreas de convivência, comércio e escritórios. A instalação passará a se chamar "Usina São Paulo".
De acordo com a CETESB, em 2009, o Índice de Qualidade das Águas (IQA) do rio Pinheiros era 28 (Ruim) na saída da Represa Billings, e 20 (Ruim) no deságue no rio Tietê. Para efeitos comparativos, o IQA da Represa Billings variava de 53 a 81 (Bom/Ótimo). Em 2023, em outro monitoramento feito pela CETESB, a água do rio recebeu a classificação Boa, obtida para o IQA, no trecho da Usina de Pedreira. Com relação ao ensaio COT – Carbono Orgânico Total, nos quatro pontos de medição da calha do Pinheiros, o resultado também foi positivo, com uma média ponderada de COT de 18,7 mg/L, superando a meta de 2023, que era de 30,0 mg/L. Em 2022, o rio chegou a ter 85% dos pontos de medição dentro das metas de limpeza.
Além disso, uma roda-gigante com 90 metros de altura, nomeada Roda Rico, foi instalada no Parque Cândido Portinari, na Zona Oeste de São Paulo, sendo a maior da América Latina e também faz parte das ações de revitalização do entorno do Rio Pinheiros.